# Villa Favorita (Ercolano)

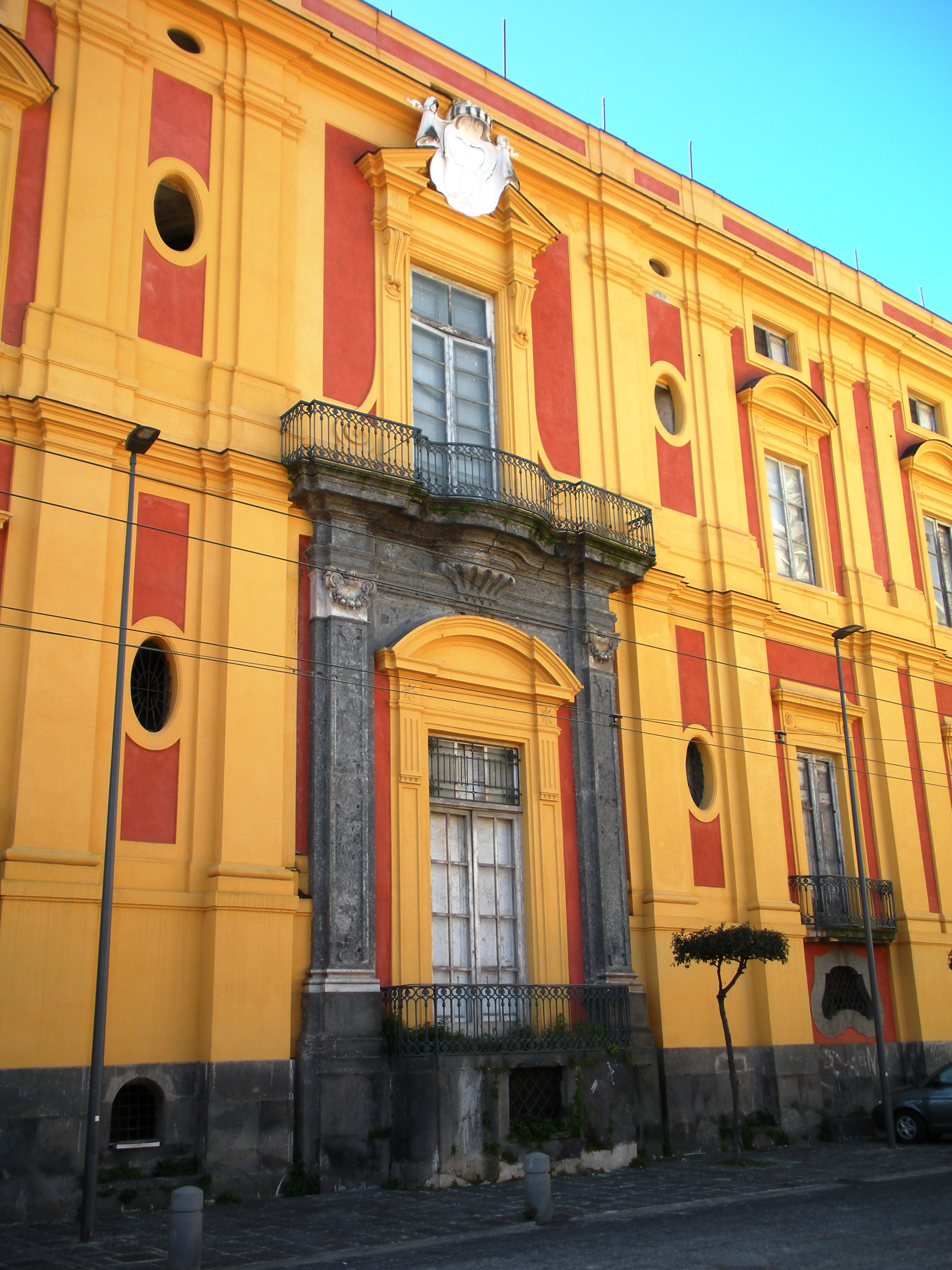
Fassade der Real Villa della Favorita am Miglio d’oro in Ercolano

Die Villa Favorita (oder genauer Real Villa della Favorita) ist ein Landhaus aus dem 18. Jahrhundert in Ercolano in der italienischen Region Kampanien. Es liegt im Gebiet des Miglio d’oro an der Via Gabriele d’Annunzio, 36 und am Corso Resina.

## Geschichte
Ferdinando Fuga, der bereits in Neapel beschäftigt war, erbaute dieses Gebäude ab 1762 auf den Grundmauern eines früheren Hauses der Familie des Herzogs Beretta di Simari. Kurze Zeit später kaufte Stefano Reggio e Gravina, Prinz von Aci und Campofiorito, (1700–1790) Villa und Park. 1768, als die Arbeiten gerade abgeschlossen waren, richtete der Prinz einen verschwenderischen Empfang zu Ehren des königlichen Prinzenpaares Ferdinand und Maria Karolina aus, die gerade geheiratet hatten, an dem auch der Großherzog Leopold der Toskana mit seiner Gattin, Maria Ludovica von Bourbon, das spätere Kaiserpaar von Österreich-Ungarn, teilnahm.
1792, nach dem Tod des Prinzen von Aci und Campofioroto, wurde die Villa nach dessen letztem Willen dem Erbe des Souveräns zugeschlagen. Ferdinand IV. verlegte die Accademia degli Ufficiali di Marina (dt.: Marineoffiziersakademie) dorthin.
1799 wurde die Villa restauriert und verschönert, der Park durch Zukauf der Casina Zecca bis zum Meer erweitert. An der Küste wurde ein Bootslandeplatz gebaut, der den direkten Zugang zum Meer ermöglichte. Nach den Ereignissen, die zur Gründung und zum Fall der parthenopäischen Republik führten, kehrte Ferdinand IV. aus Palermo nach Neapel zurück, wobei er am 27. Juni 1802 an der Villa Favorita anlandete. Er schenkte die Villa seinem Zweitgeborenen, Leopold, Prinz von Salerno, der anschließend an das alte Gebäude einen neuen Baukörper, Stallungen und Läger errichten ließ, vor allen Dingen aber das Landhaus mit Karussells (Die Modelle sind in der Reggia di Caserta ausgestellt) und Unterhaltungsgeräten nach der neuesten Mode, darunter Schaukeln in Pferde-, Boots und Sesselform, sowie der Palazzina delle Montagne Russe (dt.: Kleiner Palast der russischen Gebirge) aufwerten ließ, wobei eine Ecke des Parks mit zahlreichen Holzrutschen ausgerüstet wurde. Der Prinz machte darüber hinaus die Villa an Festtagen den Untertanen zugänglich.
Auch während der Herrschaft von Joachim Murat wurde das Landhaus vom französischen Souverän für höfische Feste genutzt. Mit der Rückkehr der Bourbonen wurde die Villa auf Geheiß von Ferdinand II. erneut restauriert, und zwar von Enrico Alvino.
Von 1879 bis 1885 beherbergte die italienische Regierung in der Villa Ismail Pascha, der gerade aus Ägypten abgesetzt und nach Italien verbannt worden war. Viele Räumlichkeiten im Erdgeschoss wurden im nahöstlichen Stil dekoriert.
1893 kaufte die Prinzessin von Santobuono die Villa und behielt sie bis 1936; danach fiel sie dem Staat anheim und wurde für militärische Zwecke genutzt. Direkt nach dem Zweiten Weltkrieg war dort ein Salesianerkonvent zur Erziehung und Hilfe für Kriegswaisen untergebracht, danach eine Scuola di formazione e aggiornamento (dt.: Ausbildungs- und Auffrischungsschule) der Gefängnispolizei.
Der Teil des Parkes zum Meer hin wurde an einen Privatmann verkauft und stand ab da nicht mehr mit der Villa in Verbindung.

## Beschreibung
Das Gebäude am Corso Resina zeigt eine Fassade mit zwei Stockwerken, geteilt von Lisenenpaaren und unterbrochen von den beiden Seitenportalen aus Piperno und von zwei Fenstern in der Mitte, von denen das obere, das zum elliptischen Salon gehört und über dem Adelswappen angebracht sind, sich auf einen Balkon aus Piperno hinaus öffnet. Das bezeichnendste Element ist dennoch die halbrunde Steintreppe an der Rückfassade, die die Terrasse vor dem großen, elliptischen Salon mit dem Park hinter dem Haus verbindet.
Die Innendekoration ist sehr interessant, weil sie den Wechsel der Stile und Geschmäcker der aufeinander folgenden Eigentümer zeigt. Jacob Philipp Hackert malte zwischen 1787 und 1797 die Ansichten der Häfen des Königreichs Neapel (1879 in die Reggia di Caserta verbracht), während die Säle im Erdgeschoss anlässlich des Aufenthalts von Ismail Pascha in nahöstlichem Stil umdekoriert wurden. Im Obergeschoss gibt es Räume, die im chinesischen Stil dekoriert wurden. Der Salon in der Mitte war mit einem großartigen Bodenbelag aus Marmormosaik verziert, das aus der Villa des Tiberius auf Capri stammte und heute im Museo di Capodimonte in Neapel zu sehen ist. Anschließend an das Hauptgebäude gibt es eine kleine Kapelle und einen Baukörper mit drei Stockwerken, den Leopold von Bourbon-Sizilien errichten ließ, um den Hof besser unterbringen zu können.
Im Park gibt es Fischteiche und Kioske im maurischen Stil. Obwohl der untere Teil zum Meer hin abgetrennt wurde, bleibt der Park doch die größte historische Grünfläche an der Küste unterhalb des Vesuv nach dem Park der Reggia di Portici.

## Der Park am Meer der Villa Favorita
Der Park am Meer ist derjenige Teil des Parks der königlichen Villa, den Ferdinand IV. von den Zeccas kaufte, um eine einzige, große Grünfläche zu schaffen, die vom Miglio d’oro bis zum Meer führen sollte. Dort sollten dekorative und Erholungsanlagen im Auftrag von Leopold von Bourbon-Sizilien entstehen.

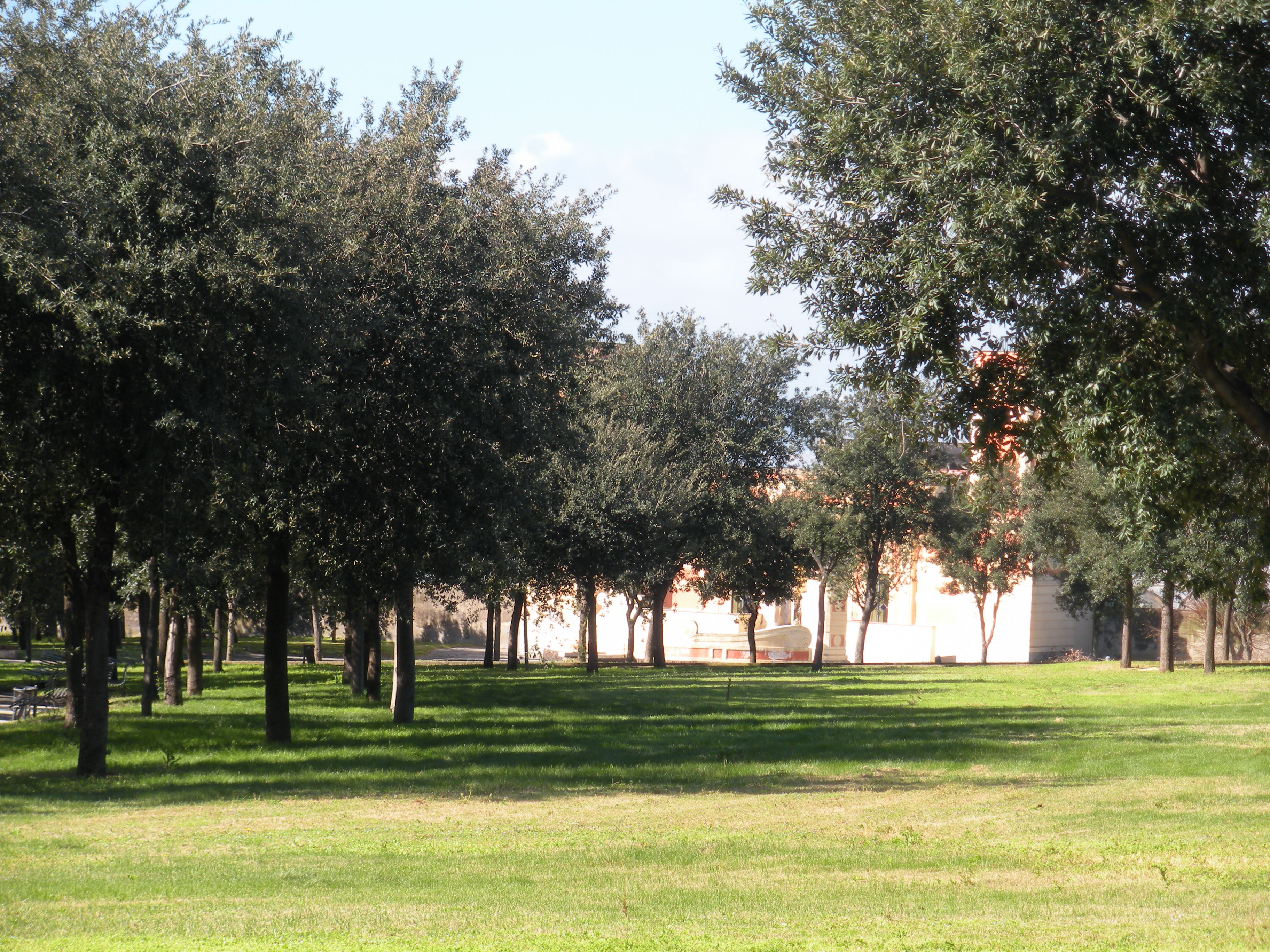
Eine Ecke des Parks am Meer der Villa Favorita in Ercolano

Ende des 19. Jahrhunderts wurde er verkauft und von da an vorwiegend landwirtschaftlich genutzt. Ende der 1960er-Jahre wurde er auch physisch durch den Bau der heutigen Via Gabriele d’Annunzio vom oberen Teil des Parks abgetrennt.
Nach dem Erdbeben am 23. November 1980 wurde der Park von der Kommune Ercolano zum Containerpark zur Behebung der Notsituation bei den Unterkünften umgebaut.
Später wurde er von der „Fondazione Ente Ville Vesuviane“ erworben, dort wieder Rasen und Steineichen angepflanzt und die dortigen Gebäude restauriert, darunter die Palazzina dei Mosaici, die so heißt, weil die Wände ihres Vestibüls und des Salons mit mehrfarbigen Scherben aus Perlmutt und Porzellan verkleidet sind, die elegante, mehrfarbige Rahmen bilden.
Im unteren Teil des Parks führt eine Unterführung unter der Eisenbahnlinie zum Bootslandeplatz der Bourbonen, der aus zwei Caféhäusern mit symmetrischen Türmchen besteht, vor denen sich eine kleine Exedra öffnet, von der man zur Mole gelangt, die 1989 wiederaufgebaut und 2004 restauriert wurde, wobei ein Wellenbrecher zum Schutz vor Sturmfluten und eine Anlegeplattform für die Seeverbindung nach Neapel angelegt wurden.